# Cynthia Lummis
Cynthia Marie Lummis Wiederspahn (1954. szeptember 10. –) amerikai politikus és ügyész, Wyoming szenátora. A Republikánus Párt tagja, 2009 és 2017 között Wyoming képviselőházi képviselője volt az állam egyetlen választókerületéből. Az első nő, aki képviselte Wyomingot a Szenátusban. 2016-ban nem indult a képviselőválasztáson, helyette legyőzte a demokrata jelölt Merav Ben-David-et a szenátusi pozícióért 2020-ban.
2021 januárjában Lummis csatlakozott a Ted Cruz által vezetett republikánusokhoz, akik támogatták Pennsylvania elektori szavazatainak elvetését, azzal az indokkal, hogy az állam megszegett választási törvényeket. A Szenátus 92-7 arányban ezt elutasította. Ennek ellenére Arizona szavazatainak elvetése ellene szavazott, amelyet a Szenátus 93-6 arányban utasított el.

## Választási eredmények

### Wyoming pénzügyminisztere
| Párt                 | Jelölt                   | Szavazatok | %      |
| -------------------- | ------------------------ | ---------- | ------ |
| 25x25px[halott link] | Cynthia Lummis           | 105,322    | 62.69  |
| 25x25px[halott link] | Charyl "Butch" Loveridge | 52,655     | 31.34  |
| 25x25px[halott link] | James Blomquist          | 10,024     | 5.97   |
| Összesen             | Összesen                 | 168,001    | 100.00 |

| Párt                 | Jelölt         | Szavazatok | %      |
| -------------------- | -------------- | ---------- | ------ |
| 25x25px[halott link] | Cynthia Lummis | 79,557     | 100.00 |

| Párt                 | Jelölt         | Szavazatok | %      |
| -------------------- | -------------- | ---------- | ------ |
| 25x25px[halott link] | Cynthia Lummis | 152,583    | 100.00 |

### Képviselőház
| Párt                 | Jelölt             | Szavazatok | %      |
| -------------------- | ------------------ | ---------- | ------ |
| 25x25px[halott link] | Cynthia Lummis     | 33,149     | 46.18  |
| 25x25px[halott link] | Mark Gordon        | 26,827     | 37.37  |
| 25x25px[halott link] | Bill Winney        | 8,537      | 11.89  |
| 25x25px[halott link] | Michael S. Holland | 3,171      | 4.56   |
| Összesen             | Összesen           | 71,684     | 100.00 |

| Párt                 | Jelölt             | Szavazatok | %     |
| -------------------- | ------------------ | ---------- | ----- |
| 25x25px[halott link] | Cynthia Lummis     | 131,244    | 52.62 |
| 25x25px[halott link] | Gary Trauner       | 106,758    | 42.81 |
| 25x25px[halott link] | W. David Herbert   | 11,030     | 4.42  |
| Független jelöltek   | Független jelöltek | 363        | 0.15  |
| Összesen             | Összesen           | 249,395    | 100.0 |

| Párt                 | Jelölt             | Szavazatok | %     |
| -------------------- | ------------------ | ---------- | ----- |
| 25x25px[halott link] | Cynthia Lummis     | 84,063     | 82.82 |
| 25x25px[halott link] | Evan Liam Slafter  | 17,148     | 16.89 |
| Független jelöltek   | Független jelöltek | 0,289      | 0.28  |
| Összesen             | Összesen           | 101,500    | 100.0 |

| Párt                 | Jelölt             | Szavazatok | %     |
| -------------------- | ------------------ | ---------- | ----- |
| 25x25px[halott link] | Cynthia Lummis     | 131,661    | 70.42 |
| 25x25px[halott link] | David Wendt        | 45,768     | 24.48 |
| 25x25px[halott link] | John V. Love       | 9,253      | 4.95  |
| Független jelöltek   | Független jelöltek | 287        | 0.15  |
| Összesen             | Összesen           | 186,969    | 100.0 |

| Párt                 | Jelölt                | Szavazatok | %     |
| -------------------- | --------------------- | ---------- | ----- |
| 25x25px[halott link] | Cynthia Lummis        | 166,452    | 68.89 |
| 25x25px[halott link] | Chris Henrichsen      | 57,573     | 23.83 |
| 25x25px[halott link] | Richard P. Brubaker   | 8,442      | 3.49  |
| CP                   | Daniel Clyde Cummings | 4,963      | 2.05  |
| WCP                  | Don Wills             | 3,775      | 1.56  |
| Független jelöltek   | Független jelöltek    | 416        | 0.17  |
| Összesen             | Összesen              | 241,621    | 100.0 |

### Szenátus
| Párt                 | Jelölt            | Szavazatok | %       |
| -------------------- | ----------------- | ---------- | ------- |
| 25x25px[halott link] | Cynthia Lummis    | 63,511     | 59.67%  |
| 25x25px[halott link] | Robert Short      | 13,473     | 12.66%  |
| 25x25px[halott link] | Bryan Miller      | 10,946     | 10.28%  |
| 25x25px[halott link] | Donna Rice        | 5,881      | 5.53%   |
| 25x25px[halott link] | R. Mark Armstrong | 3,904      | 3.67%   |
| 25x25px[halott link] | Joshua Wheeler    | 3,763      | 3.53%   |
| 25x25px[halott link] | John Holtz        | 1,820      | 1.71%   |
| 25x25px[halott link] | Devon Cade        | 1,027      | 0.96%   |
| 25x25px[halott link] | Michael Kemler    | 985        | 0.93%   |
| 25x25px[halott link] | Star Roselli      | 627        | 0.59%   |
| 25x25px[halott link] | Write-ins         | 501        | 0.47%   |
| Összesen             | Összesen          | 106,438    | 100.00% |

| Párt                 | Jelölt             | Szavazatok | %      |
| -------------------- | ------------------ | ---------- | ------ |
| 25x25px[halott link] | Cynthia Lummis     | 198,100    | 72.85% |
| 25x25px[halott link] | Merav Ben-David    | 72,766     | 26.76% |
| Független jelöltek   | Független jelöltek | 1,071      | 0.39%  |
| Összesen             | Összesen           | 271,937    | 100.0% |